# كونور سلون
كونور سلون (بالإنجليزية: Conor Sloan)‏ هو لاعب كرة قدم أمريكي في مركز الهجوم، ولد في 25 فبراير 1998 في ميرتل بيتش في الولايات المتحدة. لعب مع تشارلستون بيتري.